# Bazodee
Bazodee ist eine trinidadisch-US-amerikanische Liebeskomödie aus dem Jahr 2015. Regisseur ist Todd Kessler.

## Handlung
Die Trinidadierin Anita Ponchouri steht vor einer arrangierten Hochzeit mit dem Londoner Geschäftsmann Bharat Kumar, der wie sie indotrinidadische Wurzeln hat. Sie liebt Bharat nicht, fügt sich aber dem Willen ihres verwitweten Vaters Ram, eines hochverschuldeten Immobilienhändlers, der das Geld aus einem geplanten Geschäft mit der reichen Familie Kumar bereits für den Bau eines Urlaubsresorts verplant hat. Bharats Vater Lokesh trifft samt seinen drei Söhnen Bharat, Nikhil und Partiv für einen Kurzurlaub in ihrer alten Heimat Trinidad ein und wird am Piarco Airport von den Ponchouris abgeholt.
Am Flughafen trifft Anita auf den schwarzen, in Trinidad ehemals erfolgreichen Musiker Lee de Leon. Dieser hatte in London versucht, eine Karriere aufzubauen, war darin jedoch gescheitert und kehrte desillusioniert in sein Heimatland Trinidad zurück. Durch das zufällige Treffen mit Anita findet Lee wieder zu seinem Interesse an der Musik. Anitas Vater Ram engagiert ihn wenig später als Sänger für die Verlobungsparty seiner Tochter. Auf der Verlobungsparty funkt es zwischen Anita und Lee, was erstere jedoch sofort wieder verdrängt. Sie hat es sich zur Aufgabe gesetzt, zwei konstant miteinander streitende Personen zu verkuppeln, weil sie der Ansicht ist, dass sie eigentlich füreinander geschaffen sind: Ihre Cousine Poorvi und ihren zukünftigen Schwager Partiv. Der einzige, der außer Anita der Meinung ist, Poorvi und Partiv würden zueinander passen, ist Lee. Als es diesem gelingt, die beiden Streithähne zu verkuppeln, merkt Anita, dass sie Gefühle für den Sänger entwickelt hat. Sie beschließt, ihre arrangierte Ehe einzugehen, will vorher aber noch heimlich Zeit mit Lee verbringen. Dies wird von Nikhil Kumar bemerkt, Bharats Bruder. Dieser hat vor, Anitas Vater um sein Land zu bringen.
Nikhil spioniert hinter Anita her und kann ein verfängliches Foto von ihr und Lee schießen. Parallel lässt er Ram Ponchouri unter Vorspiegelung falscher Tatsachen sein Eigentum an die Kumars überschreiben. Schließlich konfrontiert er vor den versammelten Familien Anita mit dem verfänglichen Foto, woraufhin Bharat die Verlobung auflöst und Lokesh verkündet, dass Rams gesamter Besitz nun ihm gehöre und die Kumars ihr palastähnliches Wohnhaus zu räumen hätten. Anita wirft Nikhil vor, durch und durch destruktiv und aus diesem Grunde ein bei allen unbeliebter Einzelgänger zu sein. Die Kumars reisen zurück nach London, und die Ponchouris müssen in eine kleine Wohnung ziehen. Da Anita Lee verdeutlicht hatte, dass er ihrer Ansicht nach keiner zukunftsträchtigen Arbeit nachginge, hat sich Lee von ihr zurückgezogen, die Musik erneut an den Nagel gehängt und seinen alten Beruf als Bauarbeiter wieder aufgenommen. Anitas Verhältnis zu ihrem Vater ist ob der Geschehnisse zerrüttet. Sie ist am Tiefpunkt ihres Lebens angekommen.
Es gelingt Anita, ihr Verhältnis zu Lee zu verbessern. Währenddessen gelangt Nikhil zur Einsicht, dass Anita mit ihren Vorwürfen ihm gegenüber recht hat. Er überzeugt seinen Vater, das von Anitas Vater geplante Urlaubsresort als gemeinsame Unternehmung der beiden Familien zu errichten, und arrangiert in Trinidad eine Überraschungsparty für Anita, zu der mit Ausnahme Bharats alle Hauptpersonen des Films erscheinen und auf der Anita und Lee sich öffentlich ihre Liebe eingestehen.
In die Handlung eingesprengselt sind Gesangseinlagen von Montano. Nebst nachgestellten Liveauftritten des Sängers gibt es zwei Musical-artige Gesangs- und Tanzduette zwischen Montano und Perera.

## Entstehungsgeschichte

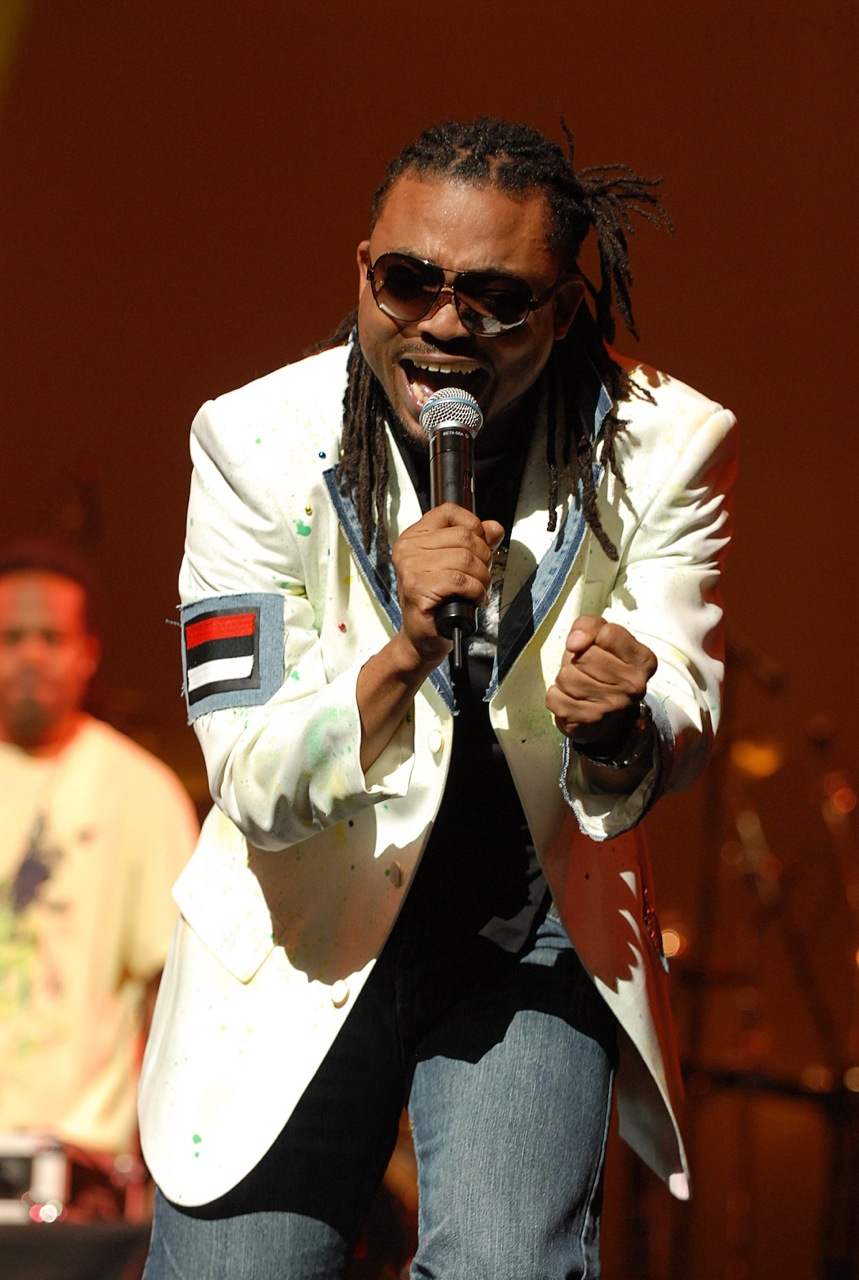
Machel Montano (2007)

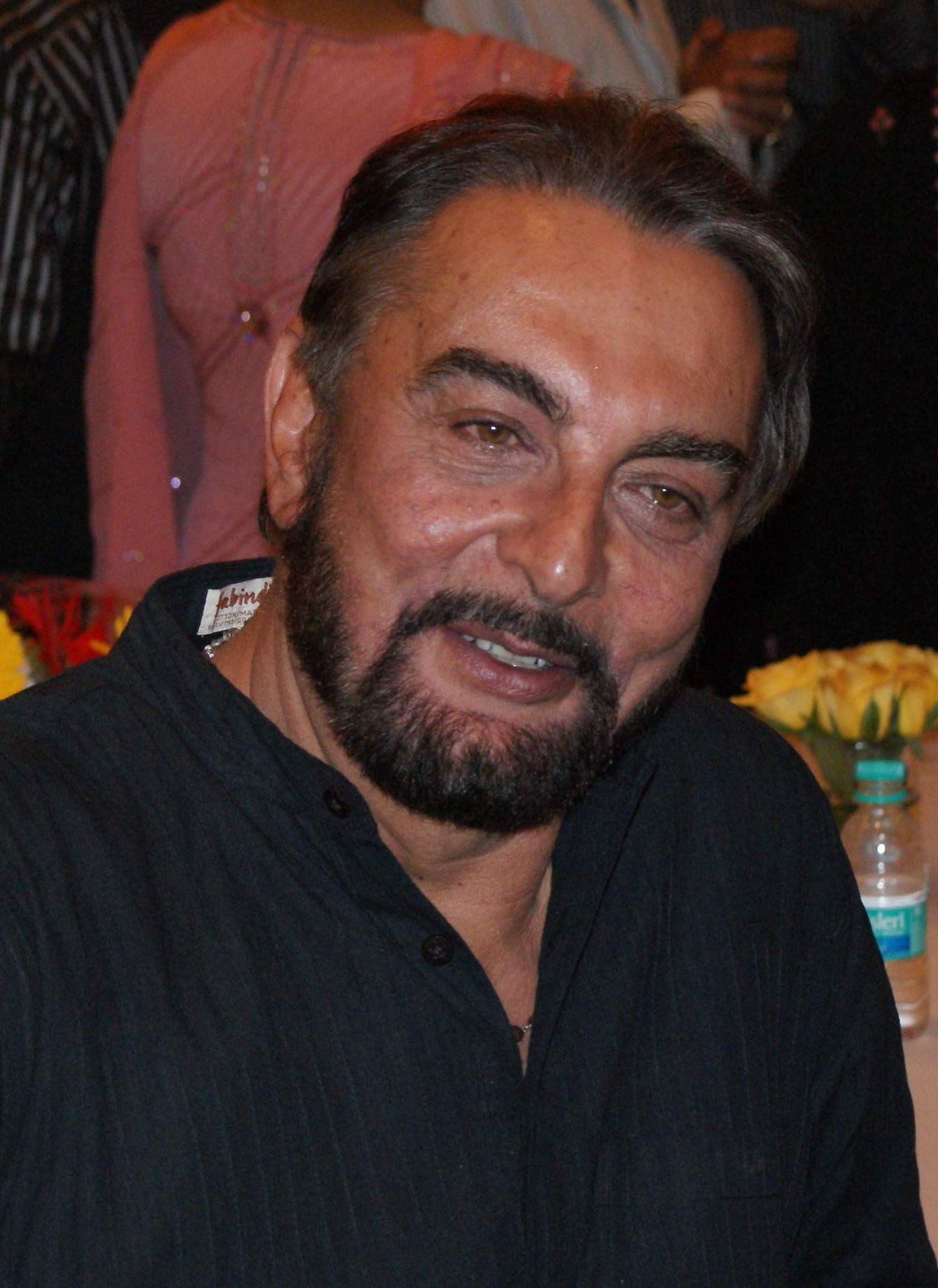
Kabir Bedi (2009)

Die barbadische Drehbuchautorin Claire Ince und der trinidadische Produzent Ancil McKain sind ein Ehepaar und entwarfen die Geschichte für Bazodee Jahre vor der Realisierung. Montano gab in einem Interview an, bereits 2006 herum bezüglich eines in Arbeit befindlichen Drehbuchs kontaktiert worden zu sein. Arbeitstitel des Films war Scandalous. Der finale Titel Bazodee ist ein Wort aus dem trinidadischen Englisch-Dialekt und bedeutet aufgedreht oder verwirrt im Rahmen der Kenntnisnahme von etwas Positivem. Regisseur Todd Kessler, die Wunschbesetzung von Claire Ince, war zuvor primär als Schöpfer von Blue’s Clues – Blau und schlau, einer Fernsehserie für Vorschulkinder, sowie als Produzent weiterer Nickelodeon-Serien tätig gewesen. 2008 hatte er als Regisseur sein Langfilmdebüt mit dem Jugenddrama Keith gegeben. Für Ince war Bazodee das zweite Drehbuch nach dem 2007 erschienenen Sportfilm Hit for Six. Für Bazodee firmierte sie außerdem als Produzentin. Hauptdarsteller Machel Montano ist ein vielfach preisgekrönter Soca-Künstler, für den Bazodee das Schauspieldebüt war. Montano zeichnete auch für die Musik des Films verantwortlich, die zum Teil aus alten und zum Teil aus neuen Stücken des Musikers bestand, aber auch Titel von anderen karibischen Musikern wie Sean Paul, Shaggy und Wizkid enthielt. Hauptdarstellerin Perera ist Britin mit sri-lankischem Hintergrund und musste den trinidadischen Akzent sowie das karibische Rhythmusgefühl erst erlernen. Als ausführende Produzentin des Films fungierte unter anderem Elizabeth Montano, Machels Mutter. Kleinere Nebenrollen werden unter anderem vom trinidadischen Calypso-Musiker Rembunction und der Radiomoderatorin Cindy F. Daniel gespielt.
Die Dreharbeiten fanden zwischen Dezember 2014 und Januar 2015 statt. Die Produktion des Films kostete etwa zwei Millionen US-Dollar, die zum größeren Teil von trinidadischen Investoren aufgebracht wurden. Premiere hatte Bazodee am 23. September 2015 auf dem Trinidad and Tobago Film Festival. Die Reaktionen auf den Film waren offenbar verhalten, denn vor dem Kinostart ergänzte Regisseur Kessler einige zusätzliche Szenen und schnitt den Film an verschiedenen Stellen um, um ihn verständlicher zu machen. Der internationale Kinostart fand dann erst am 27. Juli 2016 in den Vereinigten Staaten statt. In Indien erfolgte der Kinostart am 5. August desselben Jahres. Ab dem 16. September wurde der Film auch in guyanischen Kinos gezeigt, ab dem 30. September 2016 in kanadischen und ab dem 12. März 2017 in britischen Kinos. Weitere Länder und abhängige Gebiete, in denen der Film im Kino lief, waren Antigua, Aruba, Barbados, Curaçao und Jamaika.
Das Lied Real Unity, das Lee auf Anitas Verlobungsparty singt, ist eine Single, die Machel Montano 2013 in Kooperation mit der trinidadischen Chutney-Sängerin Drupatee Ramgoonai veröffentlicht hatte.

## Rezeption
| Wertungen          |     |
| The Globe and Mail | 1/4 |

Die New York Times stellte heraus, dass Bazodee eine Symbiose aus kulturellen Einflüssen aus Indien und der Karibik darstelle und dass Trinidad mit seiner multiethnischen Bevölkerung hierfür der optimale Schauplatz sei. Redakteurin Helen Verongos lobte insbesondere die darstellerischen Leistungen von Kabir Bedi und Machel Montano – ersterer trage „mit Shakespearischem Stil Drama in den Film“, letzterer „reiße den Film auf wundervolle Art komplett an sich“. Der Film sei zwar inhaltlich substanzlos, aber bildgewaltig und fröhlich; insbesondere der Soca-Soundtrack sei „ansteckend“. Die kanadische Tageszeitung The Globe and Mail hält dem Film zugute, dass die Musik von Machel Montano jeden Zuschauer mit Rhythmusgefühl zum Tanzen bringe. Die Zeitung kritisierte aber, dass sich das soziale Geflecht der Handelnden nur Bewohnern der Region (also Trinidadiern) erschließe und dass der Film seine Handlungsstränge nicht miteinander verwebe. Die soziokulturelle Bedeutung des Plots, die rassenübergreifende Liebe zwischen der indotrinidadischen Anita und dem afrotrinidadischen Lee, werde nur aus Anitas Perspektive beleuchtet und bleibe oberflächlich. In Folge sei der Film für Trinidadier zu flach und für Nichttrinidadier zu verwirrend. Das Branchenblatt Variety sah neben Einflüssen aus Bollywood-Filmen und trinidadischer Soca-Musik auch den Humor und die visuelle Ästhetik US-amerikanischer Sitcoms am Werk. Das Magazin fand wenig Positives an Bazodee: Der Film finde keinen Rhythmus, es mangele ihm an Drama und einprägsamen Melodien, die Schauspieler inklusive des Stars Montano agierten hölzern. Kessler gestalte den Film visuell so flach wie eine TV-Comedy-Serie. Die von Evan Williams gegründete Plattform Medium.com bezeichnete den Film als „Dramödie“ (dramedey, ein Portemanteau aus „Drama“ und „Komödie“), die als zentrales Element den inneren Konflikt Anitas zwischen Pflicht und Leidenschaft darstelle und dabei westindische Kultur und Soca-Musik präsentiere. Die Handlung sei vorhersehbar. Montano fülle seine Rolle aber überraschenderweise gut aus, ebenso wie Perera, die allerdings durch ihren britischen Akzent negativ auffalle. Das Magazin mutmaßte, die Kernzielgruppe des Films seien karibische Expats. Die indische Internetplattform India.com sah im Film eine „wahrhaft globale Zusammenarbeit“ von Firmen und Schauspielern verschiedenster Herkunft, wobei das Narrativ an den 1991 erschienenen Film Mississippi Masala der indischen Regisseurin Mira Nair erinnere. Der Film sei ein „perfekter Film für warme Sommernächte“.
Die Plattform für karibische Kreative The Global West Indian lobte eine „ziemlich gute“ Produktion, solides und authentisches Spiel der Hauptdarsteller und authentischen trinidadischen Humor. Der Film sei zwar nicht perfekt, wäre aber unterhaltsam und inspiriere andere karibische Filmemacher, ihre Heimat und deren Talente filmisch zu verewigen. Das Wirtschaftsmagazin Guyana Inc. stellte heraus, dass neben Bollywood und trinidadischer Soca-Musik auch der Sitcom-Humor und die Ästhetik des US-amerikanischen Fernsehprogramms ein wichtiger Einfluss auf Bazodee gewesen sei. Das Magazin wertete, die Handlung des Films sei zwar vorhersehbar, die Ästhetik von und die schauspielerischen Leistungen in Bazodee machten „große Hoffnung für das karibische Kino“. Das karibische Kulturmagazin Rewind and Come Again kritisierte den Film in seiner Premierenfassung als stellenweise inkonsistent und zusammenhanglos, sah diese Probleme in der schließlich für die Kinos veröffentlichten Version behoben. Das Magazin sah einen „typischen Romeo-und-Julia-Plot“ mit einer interessanten Nebenhandlung in Form des Wirtschaftsthrillers rund um Nikhils Machenschaften, die dem ansonsten unbeschwerten Film den nötigen Tiefgang verschafften. Rewind and Come Again bescheinigte Nikhils Darsteller Valmike Rampersad eine herausragende Performance; Montanos Spiel wurde als „solide“ bewertet. Das Magazin stellte heraus, dass Bazodee die trinidadische Kultur in ihrer ganzen Fülle darstelle und unterschwellige Spannungen zwischen Bevölkerungsgruppen im multiethnischen Trinidad nicht verschweige. Der Guyana Chronicle fasste die regionale Berichterstattung dahingehend zusammen, dass die Story, die Leistung der Schauspieler und das gekünstelte Ende des Films klischeehaft und von zweifelhafter Qualität seien, dass Bazodee aber das Leben in der Karibik zeige und den Bewohnern der Region eine Stimme gebe.
Der trinidadische Regisseur Michael Mooleedhar erklärte 2017, der Erfolg von Bazodee habe trinidadischen Filmemachern neue lokale Geldquellen geöffnet und so unter anderem seinen Erfolgsfilm Green Days by the River ermöglicht.